# Heterophthalmus ocularis
Heterophthalmus ocularis är en skalbaggsart som beskrevs av Blanchard 1851. Heterophthalmus ocularis ingår i släktet Heterophthalmus och familjen Rutelidae. Inga underarter finns listade i Catalogue of Life.